# Bronisław Geremek
Bronisław Geremek (6 de març de 1932 - 13 de juliol de 2008) fou un historiador i polític polonès, antic ministre del seu país. Va morir sent diputat al Parlament Europeu.

## Biografia
Va néixer el 6 de març de 1932 a la ciutat de Varsòvia en una família de religió jueva. Va estudiar història a la Universitat de Varsòvia, on es graduà el 1958 i doctorà el 1960. Fou professor universitari del Col·legi d'Europa a Varsòvia, anteriorment ho havia estat de La Sorbona de París.
Era membre del Partit Obrer unificat polonès des de 1950 fins al 1968, posteriorment fou un dels consellers del Lech Wałęsa durant la dècada del 1980 en el marc del moviment llibertari iniciat pel sindicat Solidaritat.

## Activitat política
A la fi del domini soviètic el 1989 inicià la seva activitat política al parlament del seu país durant 12 anys. Entre 1997 i el 2000 fou nomenat Ministre d'Afers Estrangers sota el govern del Primer Ministre Jerzy Buzek. L'any 1998 fou nomenat, així mateix, president de l'Organització per a la Seguretat i la Cooperació a Europa (OSCE).
Amb l'entrada de Polònia a la Unió Europea va ser escollit Membre del Parlament Europeu en les eleccions europees de l'any 2004 pel partit Unia Wolności ("Unió per la Llibertat", UW) i fou candidat per esdevenir el líder europeu del Partit Europeu Liberal Demòcrata Reformista (ELDR) per esdevenir President del Parlament Europeu, perdent la seva elecció davant la candidatura de Josep Borrell.
Guardonat amb diverses distincions, entre elles destaquen l'Orde de l'Àliga Blanca polonesa, la Legió d'Honor concedida pel President de França, la Pour le Mérite alemanya i el Premi Internacional Carlemany l'any 1998 pels seus esforços en favor de la unitat europea.

## Mort
Geremek es va morir d'un tràgic accident de cotxe a la Nacional 2 a Lubień, prop de Nowy Tomyśl quan el cotxe que conduïa va topar amb una furgoneta al carril contrari, probablement perquè Geremek s'havia adormit conduint. Se li va fer un funeral d'estat a la Catedral de Sant Joan de Varsòvia. Al seu funeral hi van assistir el president de Polònia Lech Kaczyński, el Primer Ministre Donald Tusk, i tres antics presidents: Ryszard Kaczorowski, Lech Wałęsa i Aleksander Kwaśniewski.

## Honors i distincions
- Orde de l'Àliga Blanca
- Gran Creu de l'orde al Mèrit de la República Italiana[2]
- Oficial de la Legió d'Honor (França)
- Gran Creu de l'orde de Leopold II (Bèlgica)
- Gran oficial de l'orde del Mèrit de la República Federal d'Alemanya
- Pour le Mérite
- Doctor honoris causa de la Universitat Jagellònica de Cracòvia en 2005[3]
- Doctor honoris causa de la Universitat Lyon 2 en 2005[4]